# Tricholoba atriclathrata
Tricholoba atriclathrata är en fjärilsart som beskrevs av George Francis Hampson 1910. Tricholoba atriclathrata ingår i släktet Tricholoba och familjen tandspinnare. Inga underarter finns listade i Catalogue of Life.